# کالباس

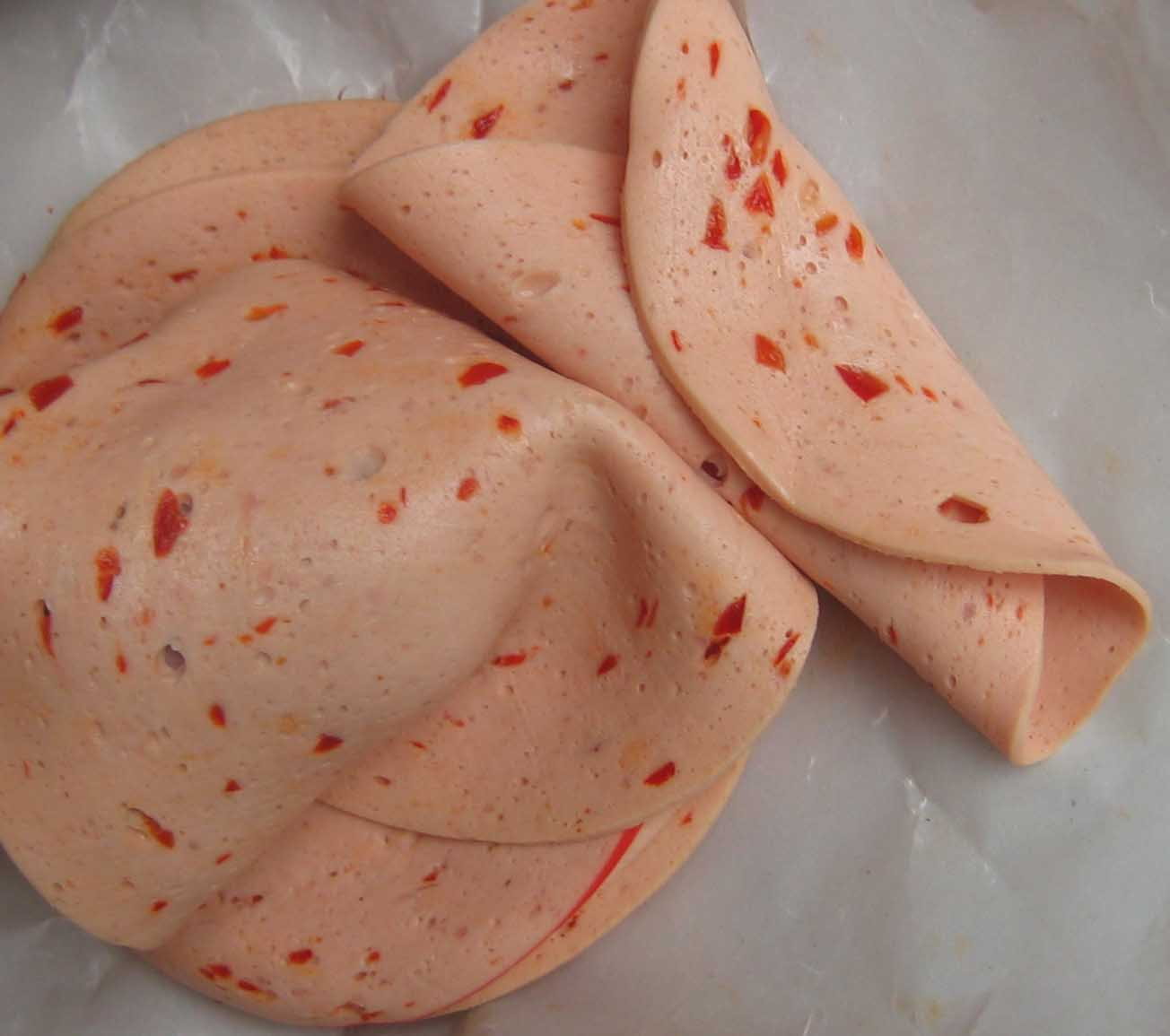
کالباس برش داده شده

فراورده کالباس یا گوشت پخته سرد قاچیده (در روسی: Колбасное изделие، تلفظ: کُلباسنویه ایزدِلیه، معنا: فراورده سوسیسی) یک فراورده گوشتی و پروتئینی و از خانواده سوسیس (در روسی: Колбаса، تلفظ: کُلباسا، معنا: سوسیس) است که معمولاً برش خورده و سرد مصرف می‌شود.
در فارسی گاهی از این واژه برای اشاره به تمامی اعضای این گروه محصولات گوناگون بکارگرفته می‌شود که برگرفته از نام یکی از اعضای این گروه یعنی کالباس (اروپای شرقی) است. در فارسی به کالباس، جهودانه، عصیب، نقانق و جگر آکنده نیز گفته می‌شد.

## تاریخچه کالباس در ایران

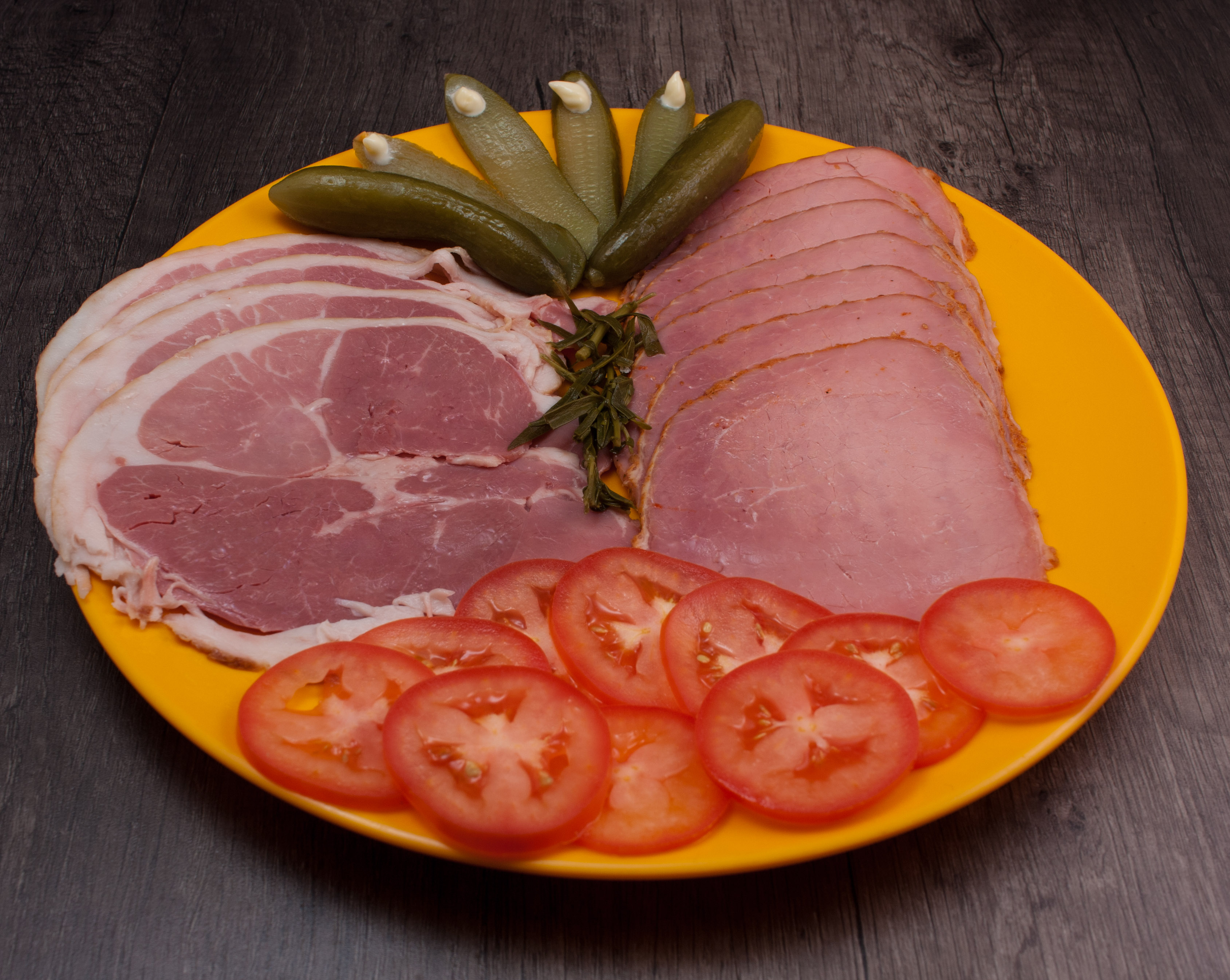
چند نوع کالباس با گوجه‌فرنگی و خیارشور

تهیه سوسیس و کالباس در ایران به صورت کارخانه‌ای از سال ۱۳۰۷ خورشیدی توسط یک نفر روسی بنام افونامو در بندر انزلی با یک ماشین کوچک و دستی شروع گردید که روزانه احتیاجات عده‌ای از اتباع خارجی آن‌جا را تأمین می‌نمود. در سال ۱۳۰۹ خورشیدی شخص دیگری بنام لیشنیسکی از اهالی شوروی سابق در بندر انزلی کارخانه کوچکی را راه اندازی کرد که روزانه۴۰–۵۰ کیلوگرم کالباس تهیه می‌نمود. در سال ۱۳۱۲ لیشنیسکی کارخانه خود را از انزلی به تهران منتقل نمود و با کمک آرزومان آوانسیان که در روسیه در کارخانه کالباس‌سازی کار کرده بود و یک شخص آلمانی دیگر کارشان را در خیابان منوچهری تهران در یک پاساژ کوچک به کمک چهار تن از خانواده آرزومانیان شروع کردند که فرآوری آنها، سوسیس و کالباس و ژامبون بود و از ۴۰ تا ۵۰ کیلوگرم تجاوز نمی‌کرد. کل محصولات آن‌ها که نیازمند ۱۶ تا ۱۸ ساعت کار روزانه بود و به مصرف مهاجرین روس و ارمنی‌ها می‌رسید. لیشنیسکی پس از مدتی به روسیه بازگشت و کارخانه را به آرزومان واگذار کرد. آن زمان سوسیس و کالباس درجه یک و بدون تقلب کیلویی ۲۰ ریال بود. در سال ۱۳۳۷ هجری خورشیدی اولین کارخانه بزرگ سوسیس و کالباس با نام آرزومان در جنوب غربی تهران واقع در یافت آباد تأسیس شد که بنیانگذار و وارث آن آرزومانیان آوانسیان است. این کارخانه پس از انقلاب تحت نام گوشتیران فعالیتش را ادامه داد که زیر مجموعه بنیاد مستضعفان به‌شمار می‌رود. البته کارخانه کوچکی هم در سال ۱۳۰۹ هجری خورشیدی در تهران به نام اصل بلور مشغول بکار بود که تولید روزانه بسیار کمی داشت و توسط فردی به نام اختیاری بنا شده بود و بعداً به شابلیان و سپس به میکائیلیان واگذار شد. میکائیلیان را می‌توان وارث دومین کارخانه بزرگ سوسیس و کالباس و مجهز به دستگاه‌های مدرن دانست که در ابتدا در خیابان قوام‌السلطنه آغاز بکار کرد و سپس به شمس‌آباد نقل مکان کرد.
سوسیس و کالباس بخش اعظم فراورده‌های گوشتی مصرفی در ایران را تشکیل می‌دهند. مصرف سرانه سوسیس و کالباس در ایران تنها ۱۵۰ تا ۲۰۰ گرم است، در حالی که این رقم در اروپا و آمریکا حتی به ۱۵ کیلوگرم هم می‌رسد. کالباس‌های تولید شده در ایران بسته به نوع دارای ۳۰ تا ۶۰ درصد گوشت هستند.
از لحاظ تکنولوژی، تفاوت چندانی بین کالباس و سوسیس وجود ندارد و اختلاف آن‌ها به قطر، درصد رطوبت، مقدار و نوع گوشت، چربی، فرمول مواد افزودنی و چاشنی و ادویه‌جات برمی‌گردد. برای ماندگاری کالباس و سوسیس استفاده از نگهدارنده‌هایی همچون نیتریت سدیم و نمک استفاده می‌شود. این مواد از رشد میکروب‌ها و به ویژه انواع بی‌هوازی مثل کلستریدیوم جلوگیری می‌کنند و نیز در ایجاد رنگ صورتی و طعم و بوی گوشت سوسیس و کالباس مؤثر هستند. حد مجاز استعمال «نیتریت» در سوسیس و کالباس حدود ۱۲۰ پی پی ام یا قسمت در میلیون است. در صورتی که در فرمولاسیون سوسیس و کالباس فقط از نمک طعام استفاده شود و نیتریت به کار نرود، این محصولات به رنگ سفید- خاکستری در خواهد آمد. به این‌گونه فراورده‌ها اصطلاحاً «محصولات سفید» نیز می‌گویند. در صورتی که برای تهیه آن‌ها بدون استفاده از نیتریت از گوشت گاو کم چربی به کار رود، فراورده‌ها به رنگی مایل به خاکستری روشن در خواهد آمد.